# 王晓燕 (配音员)
王晓燕是中国大陆的配音演员。曾经是辽宁儿童艺术剧院动画配音团的优秀能手。

## 生平
80年代与90年代是中国外购动画片最鼎盛的时期，当时王晓燕在辽宁儿童艺术剧院里配译过不少动画片中的少女主角，获得极高人气。直到1998年来到北京，工作调动于中央电视台从事配译中央电视台从国外购得版权的电视剧等。国产电视剧的部分角色也是由她来配音的。
配音主要针对于15岁至40岁之间的女性角色，特别是童声掌握得特别出色，比如动画片的《小甜甜》、《美少女战士》、《魔神坛斗士》等作品。王晓燕对配男性的角色也相当出色，如《足球小子》、《聪明的一休》、《七龙珠》等作品。

## 配译作品

### 动画片
- 聪明的一休 （露姬、旁白解说）
- 聪明的一休 （一休、旁白解说）
- 魔神坛斗士 （娜丝汀）
- 美少女战士 （月野兔）
- 美少女战士R （月野兔、新后倩尼迪女王）
- 小甜甜 （森尺优）
- 足球小子 （大空翼）
- 灌篮高手 （彩子）
- 海盗桑德坎 （玛丽安娜公主）
- 忍者乱太郎 （新兵卫、阿雪）
- 蓝宝石王子 （萨菲娜）
- 龙珠 （孙悟空，ep.1-78）
- 小糊涂神 （小宝）
- 绿野仙踪 （多罗西）
- 忍者神龟 （女记者爱普丽尔）
- 济公传奇 （济公）
- 战神金刚第一部 （丽沙）
- 战神金刚第二部 （公主阿露拉）
- 勇士麦克劳 （格莱德）
- 飞天仙子 （丝凯拉女王）
- 蒙面斗士 （格洛丽亚·贝克）
- 降魔勇士 （茉莉花、亚翰的学生）
- 聖鬥士星矢（冥王編） （星矢）
- 夢裏人 （李夢玲）
- 魔豆傳奇 （皮皮）
- 隊長小翼 （大空奈津子）
- 大雄与梦幻三剑士（大雄）（CCTV-6 播出版）
- 宝可梦（小智）（辽艺版）

### 国产电视剧
- 白蛇传 （小青）
- 孔雀东南飞 （刘兰芝）
- 白蛇后传 （大龙女）
- 少年嘉庆 （和夫人）
- 飞刀又见飞刀 （方可可）
- 火帅 （葛兰、老太君、小文广）
- 射雕英雄传 （梅超风）
- 天下第一 （云罗郡主）
- 女人不哭 （章子君）
- 雪在烧 （罗柔）
- 神雕侠侣 （黄蓉、洪凌波）
- 风尘三侠之红拂女 （红拂）
- 褡裢王爷 （娜仁）
- 烧饼皇后 （朱秀容）
- 危险真情 （梅子）
- 乱世飘萍 （托夫人）
- 新醉打金枝 （大娘、郭夫人、郭家人、老鸨、洛阳王妃、路人甲）
- 大清后宫 （晚晴、西林春母亲、如意、小皇孙奶妈）
- 大人物 （张好儿）
- 大旗英雄传 （温黛黛）
- 李小龙传奇 （秦小曼）
- 我爱男闺蜜 （刘慧芸）

## 做客节目
- 星夜故事秀
- 天天向上
- CCTV成长在线

## 关连条目
- 中国配音员列表